# Gossolorom
Der Gossolorom (auch: Gossololom, Gosso Lolom) ist eine Landschaft in Niger. Hier wurde eine Reihe von archäologischen Funden aus der Jungsteinzeit gemacht.

## Geographie
Die Landschaft liegt nördlich des Termit-Massivs und am südlichen Rand der Sandwüste Ténéré. Es herrscht Wüstenklima mit einer durchschnittlichen jährlichen Niederschlagsmenge von unter 200 mm vor. Die Erhebungen im Gossolorom sind vulkanischen Ursprungs. Sie ragen als Felsinseln aus der ockerfarbenen Sandwüste heraus. Verwaltungsmäßig ist die Landschaft Teil der Landgemeinde Tesker, die zum gleichnamigen Departement Tesker in der Region Zinder gehört. Sie gehört außerdem zum Naturreservat Termit und Tin-Toumma. In der Gegend leben Dorkasgazellen.

## Archäologie
In einer Reihe von archäologischen Fundplätzen im Gossolorom wurde Werkzeuge aus dem Tenerium entdeckt. Während an anderen Fundorten des Teneriums grünlicher Jaspis das bevorzugte Werkzeugmaterial war, liegt eine Besonderheit im Gossolorom in der meisterlichen Herstellung von Scheiben und Doppeläxten aus feinkörnigem Quarzsandstein als minderwertigerem Ausgangsmaterial. Gefunden wurden außerdem Pfeilspitzen.
Die Mission Berliet des Kraftfahrzeugherstellers Berliet entdeckte die ersten Fundplätze im Gossolorom im Jahr 1959. Nachfolgende archäologische Untersuchungen mit der Entdeckung weiterer Fundorte erfolgten 1960 durch Guy de Beauchêne sowie 1974 durch Jean-Pierre Roset und Gérard Quechon.